# Перкаль
Перка́ль (фр. percale, от перс. پرگاله‎ [pargāla] — тряпка) — хлопчатобумажная ткань повышенной прочности из некручёных нитей.

## Изготовление
Изготавливается из средних (№ 36−60) и тонких (№ 60−100) номеров бумажной пряжи; в последнем случае называется также бумажным батистом. Плотность от 3500 до 6500 нитей на 1 м (90−160 нитей на 1 дм). Выпускается в неотделанном виде, но с удалённым клеящим раствором, нанесённым при шлихтовании.

## Применение
Первое применение тканей, попадающих под определение «перкаль», относится к 1774 году, когда Анн-Робер-Жак Тюрго, барон д’Ольн, в тот момент государственный секретарь по флоту Франции, попытался использовать хлопчатобумажную ткань, пропитанную льняным маслом, для изготовления парусов. Но, ввиду большой потребности в льняном масле, внедрение перкалевых парусов затянулось до 1806 года, когда на флот пошли хлопчатобумажные паруса, пропитанные органическими смолами. Royal Navy, в свою очередь, пришел к использованию перкалевых парусов в 1814 году.
В первой половине XX века перкаль применялся в авиационной промышленности как материал для изготовления обшивки крыльев, фюзеляжа, элементов оперения и иных поверхностей самолётов. При этом для получения требуемых характеристик прочности, влагостойкости, влагонепроницаемости и воздухонепроницаемости ткань пропитывалась специальными лаками. За такое использование перкаль получил шуточное прозвище «детская пелёнка авиации». Технология изготовления обшивки из перкаля использовалась в военной авиации примерно до начала Второй мировой войны, а в спортивной — до 1960−70‑х годов. В дальнейшем для изготовления обшивки стали применяться другие материалы.
До начала широкого распространения синтетических тканей перкаль использовался для изготовления облегчённых палаток, в частности, очень популярной среди советских туристов до конца 1970-х годов «серебрянки».
В настоящее время перкаль используется для пошива парашютов и парусов, изготовления постельного белья (не пропускает пух, перья), платьев и женских блузок.